# FC Penafiel
Futebol Clube Penafiel – portugalski klub piłkarski z siedzibą w Penafielu.

## Historia
Klub został założony w 1951 roku, jednak jego początki sięgają znacznie wcześniej. 17 kwietnia 1923 roku powstał Sport Club de Penafiel. Od 1933 roku istniał natomiast zespół União Desportiva Penafidelense, którego nazwa w 1943 została przemianowana na Club Desportivo de Penafiel. W 1949 roku doszło do fuzji pomiędzy Sport Club de Penafiel i União Desportiva Penafidelense. W 1951 roku powstał Futebol Clube Penafiel. W sezonie 2005/2006 zespół spadł z portugalskiej ekstraklasy i występował w drugiej lidze. W rozgrywkach 2007/2008 F.C. Penafiel w tabeli Liga de Honra uplasowało się dopiero na przedostatniej – piętnastej pozycji i spadło do 2ª Divisão, czyli na trzeci poziom ligowy. W następnym sezonie klub powrócił do Segunda Liga.

## Reprezentanci kraju grający w klubie
- António Oliveira
- Carlos Secretário
- Jorge Costa
- Paulo Santos
- Abel Ferreira
- Paulo Torres
- António Folha
- Marco Ferreira
- Lazaro
- Mauro Bruno
- Carlos Germano
- Yan
- Mandla Zwane
- Jojó
- Diocliciano Tavares
- Loukima Tamukini
- Monteiro Orlando
- Fernando Aguiar
- Rolf Landerl
- Ousmane N’Doye
- Ljubinko Drulović
- Ze Rui da Veiga
- Krystian Szuster